# Ducado de Edimburgo

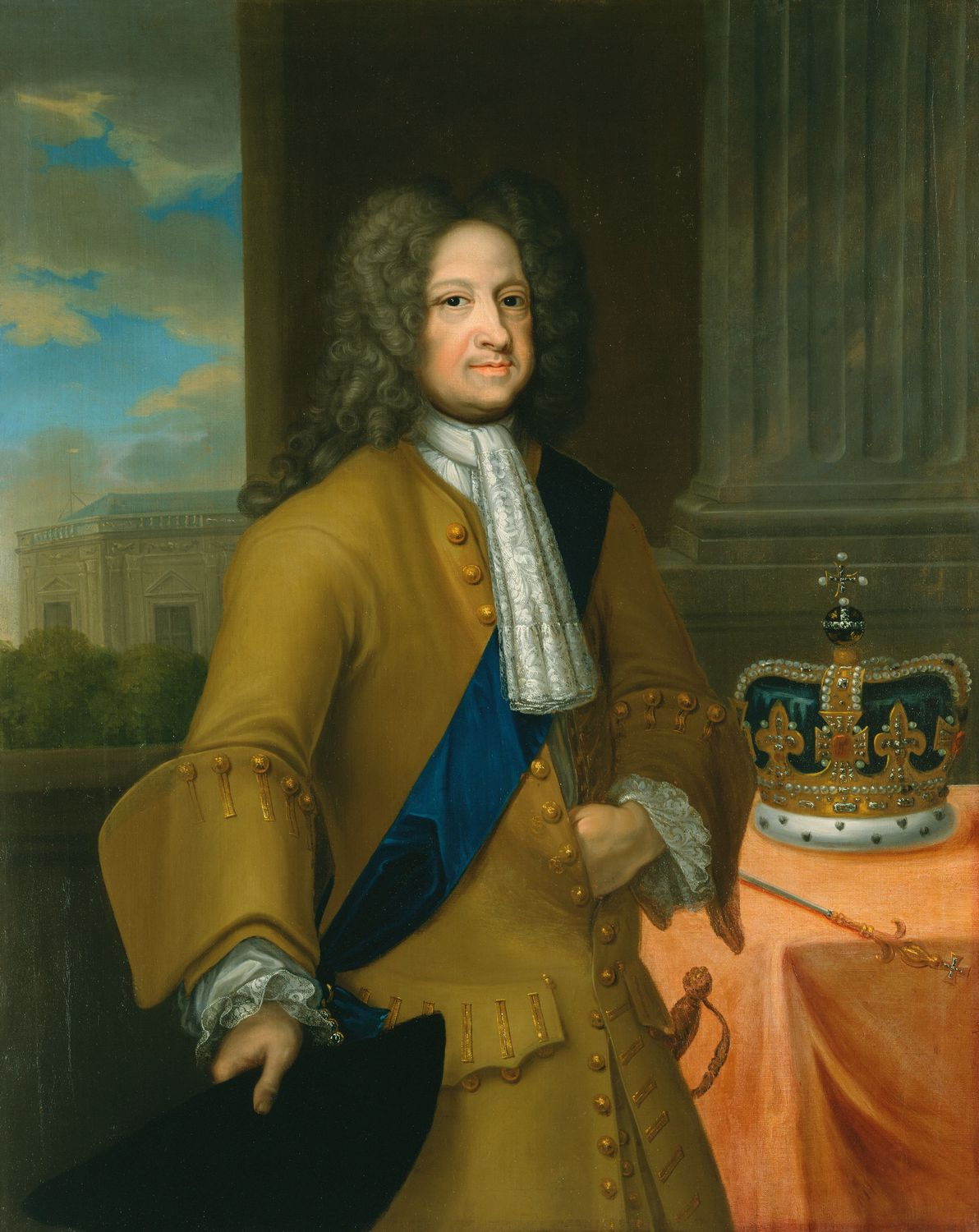
El rey Jorge I de Gran Bretaña creó el título de duque de Edimburgo para su nieto Federico, en 1726

Duque de Edimburgo es un título nobiliario de la realeza británica, nombrado en honor a la ciudad de Edimburgo, en Escocia. Ha sido creado en cuatro ocasiones, la primera en 1726, únicamente para miembros de la Familia Real Británica y ha contado con seis titulares. Su actual titular es el príncipe Eduardo, que recibió el título de manos de su hermano y anterior titular, el rey Carlos III del Reino Unido. Este lo había heredado de su padre, el príncipe Felipe, y, cuando ascendió al trono al fallecimiento de su madre, el título revirtió a la Corona, así como aquellos que le eran subsidiarios (el de conde de Merioneth y el de barón Greenwich).

## Historia del título
El título fue el primero creado como dignidad de par de Gran Bretaña, el 26 de julio de 1726, por Jorge I, que lo otorgó a su nieto el príncipe Federico, quien se convertiría al año siguiente en príncipe de Gales. A la muerte de Federico, el título fue heredado por su hijo el príncipe Jorge. Cuando el príncipe Jorge se convirtió en el rey Jorge III, en 1760, el título fue incorporado a la Corona y dejó de existir.
Cuatro años más tarde, el 19 de noviembre de 1764, Jorge III creó una variante del título para su hermano más joven, el príncipe Guillermo, nombrándolo duque de Gloucester y Edimburgo. En 1805 fue heredado por el único hijo de Guillermo, el príncipe Guillermo Federico, quién murió sin descendencia masculina legítima, por lo que el título se extinguió.
La reina Victoria volvió a crear el título el 24 de mayo de 1866 para su segundo hijo, el príncipe Alfredo, esta vez en la dignidad de par del Reino Unido. Cuando Alfredo se convirtió en el soberano de los dos ducados alemanes de Sajonia-Coburgo y Sajonia-Gotha, en 1893, él y sus cinco hijos tuvieron que renunciar a sus títulos británicos, por lo que el título dejó de existir otra vez.
El título fue creado por tercera vez el 19 de noviembre de 1947 por Jorge VI, otorgándoselo al día siguiente por la mañana a su yerno el teniente Felipe Mountbatten, conocido anteriormente como Su Alteza Real el príncipe Felipe de Grecia y Dinamarca, cuando se casó con la princesa Isabel. A principios de ese año, Felipe había renunciado a sus títulos reales griegos y daneses (nació siendo príncipe de Grecia y Dinamarca, al ser nieto por línea masculina del rey Jorge I de Grecia y bisnieto, también por línea masculina, del rey Cristián IX de Dinamarca) junto con sus derechos al trono griego. En 1957, Felipe se convirtió en príncipe del Reino Unido.
En 1999, se anunció que, posteriormente a la muerte de Felipe Mountbatten y la eventual ascensión de Carlos de Gales al trono (en quien recayó el título a la muerte de su padre en 2021), el ducado de Edimburgo se transmitiría a su vez al príncipe Eduardo. Dado que el título revirtió a la Corona por la ascensión del Carlos III, tenía que ser creado por cuarta vez por el nuevo monarca en favor de su hermano.
Se había informado que el rey Carlos III consideraba conceder el ducado a su nieta, la princesa Carlota. Sin embargo, siguiendo los deseos de Isabel II y del príncipe Felipe, el príncipe Eduardo fue creado duque de Edimburgo el día de su 59.º cumpleaños, el 10 de marzo de 2023, por su hermano el rey Carlos III. La creación es vitalicia, por lo que, una vez fallecido el actual titular, la dignidad revertirá a la Corona.

## Titulares del ducado
| Retrato                                        | Nombre                                       | Nota                                                                          | Escudo de armas                                               |
| Primera creación                               | Primera creación                             | Primera creación                                                              | Primera creación                                              |
| ---------------------------------------------- | -------------------------------------------- | ----------------------------------------------------------------------------- | ------------------------------------------------------------- |
|                                                | Federico Luis de Hannover (1726-1751)        | Nieto primogénito del rey Jorge I de Gran Bretaña.                            | Escudo de Federico, príncipe de Gales                         |
|                                                | Jorge de Hannover (1751-1760)                | Hijo del anterior duque de Edimburgo, Federico.                               | Escudo de Jorge, príncipe de Gales                            |
| Creación como ducado de Gloucester y Edimburgo |                                              |                                                                               |                                                               |
|                                                | Guillermo Enrique de Hannover (1764-1805)    | Hermano del rey Jorge III del Reino Unido.                                    | Escudo de Guillermo, duque de Gloucester y Edimburgo          |
|                                                | Guillermo Federico de Hannover (1776-1834)   | Hijo del anterior.                                                            | Escudo de Guillermo Federico, duque de Gloucester y Edimburgo |
| Segunda creación                               |                                              |                                                                               |                                                               |
|                                                | Alfredo de Sajonia-Coburgo-Gotha (1866-1900) | Segundo hijo de la reina Victoria del Reino Unido.                            | Escudo de Alfredo de Sajonia-Coburgo-Gotha                    |
| Tercera creación                               |                                              |                                                                               |                                                               |
|                                                | Felipe Mountbatten (1947-2021)               | Consorte de la reina Isabel II                                                | Escudo del príncipe Felipe de Edimburgo                       |
|                                                | Carlos de Gales (2021-2022)                  | Hijo del anterior duque de Edimburgo y de la reina Isabel II del Reino Unido. | Escudo del príncipe Carlos de Gales                           |
| Cuarta creación                                |                                              |                                                                               |                                                               |
|                                                | Eduardo Windsor (desde 2023)                 | Hermano menor del rey Carlos III.                                             | Escudo del príncipe Eduardo                                   |